# Fransèches
Fransèches är en kommun i departementet Creuse i regionen Nouvelle-Aquitaine i de centrala delarna av Frankrike. Kommunen ligger i kantonen Saint-Sulpice-les-Champs som tillhör arrondissementet Aubusson. År 2022 hade Fransèches 241 invånare.

## Befolkningsutveckling
Antalet invånare i kommunen Fransèches
Referens:INSEE